# Mistrzostwa Estonii w Skokach Narciarskich 2015
Mistrzostwa Estonii w Skokach Narciarskich 2015 – zawody rozegrane w grudniu 2014 roku na skoczni Tehvandi w Otepää w celu wyłonienia indywidualnego mistrza Estonii w skokach narciarskich na rok 2015.
Konkursy odbyły się 27 grudnia 2014 na normalnej skoczni w Otepää, której punkt konstrukcyjny umieszczony jest na 90. metrze, a rozmiar skoczni wynosi 100 metrów. Przeprowadzono dwa konkursy indywidualne – kobiet i mężczyzn.
W rywalizacji mężczyzn wszystkie miejsca na podium zdobyli kombinatorzy norwescy – na pierwszym miejscu sklasyfikowano Kristjana Ilvesa, drugi był Tanel Levkoi, a trzeci Karl-August Tiirmaa. W zawodach wzięło udział 16 zawodników, ponadto trzech wcześniej zgłoszonych skoczków nie stawiło się na starcie. 
W konkursie nie uczestniczyli Siim-Tanel Sammelselg i Martti Nõmme, którzy przebywali wówczas w Oberstdorfie, gdzie odbywała się rywalizacja w 63. Turnieju Czterech Skoczni.
W konkursie kobiet wystąpiły cztery zawodniczki. Najlepsza była Sandra Sillaste, drugie miejsce zajęła Annemarii Bendi, a trzecia była Airiin Pikk.
Dyrektorem zawodów był Priit Talv, kierownikiem obiektu – Jaan Jüris, a sekretarzem – Urve Loit. Noty sędziowskie za styl wystawiali: Roomet Pikkor, Tambet Pikkor, Kristi Loit, Rauno Loit i Władimir Gołubiew.
Była to 71. edycja mistrzostw Estonii. Jej zwycięzcy zostali mistrzami kraju na rok 2015.

## Wyniki

### Konkurs indywidualny mężczyzn
| Miejsce | Zawodnik             | Klub                  | Skok 1 | Skok 2 | Nota  |
| ------- | -------------------- | --------------------- | ------ | ------ | ----- |
| 1.      | Kristjan Ilves       | Elva Suusaklubi       | 96,0   | 87,5   | 229,0 |
| 2.      | Tanel Levkoi         | Nõmme SK              | 89,5   | 89,5   | 217,5 |
| 3.      | Karl-August Tiirmaa  | Põhjakotkas Otepää    | 83,5   | 95,0   | 217,0 |
| 4.      | Artti Aigro          | Põhjakotkas Otepää    | 83,5   | 82,5   | 192,0 |
| 5.      | Risto Raudberg       | Elva Suusaklubi       | 82,0   | 81,5   | 181,5 |
| 6.      | Alar Kukka           | Nõmme SK              | 75,0   | 80,0   | 164,0 |
| 7.      | Kenno Ruukel         | Põhjakotkas Otepää    | 73,0   | 72,0   | 142,0 |
| 8.      | Raiko Heide          | Nõmme SK              | 70,5   | 71,0   | 133,5 |
| 9.      | Kevin Maltsev        | Elva Suusaklubi       | 71,0   | 69,0   | 133,0 |
| 10.     | Ivo-Niklas Hermanson | Nõmme SK              | 70,0   | 66,5   | 125,0 |
| 11.     | Stever Liivamägi     | Põhjakotkas Otepää    | 67,5   | 66,5   | 109,0 |
| 12.     | Andreas Ilves        | Elva Suusaklubi       | 64,5   | 66,5   | 108,0 |
| 13.     | Markkus Alter        | Põhjakotkas Otepää    | 65,0   | 64,0   | 102,5 |
| 14.     | Ainar Pikk           | Elva Suusaklubi       | 61,5   | 61,5   | 91,0  |
| 15.     | Rauno Talussaar      | Nõmme SK              | 58,5   | 59,5   | 76,5  |
| 16.     | Taavi Pappel         | Nõmme SK              | 65,0   | 57,5   | 69,0  |
| –       | Andres Aaliste       | Põhjakotkas Otepää    | DNS    | DNS    | DNS   |
| –       | Klaus Mark Kolpakov  | Võru SK / Andsumäe SK | DNS    | DNS    | DNS   |
| –       | Mihkel Oja           | Põhjakotkas Otepää    | DNS    | DNS    | DNS   |

### Konkurs indywidualny kobiet
| Miejsce | Zawodniczka       | Klub                  | Skok 1 | Skok 2 | Nota |
| ------- | ----------------- | --------------------- | ------ | ------ | ---- |
| 1.      | Sandra Sillaste   | Võru SK / Andsumäe SK | 60,5   | 58,0   | 80,0 |
| 2.      | Annemarii Bendi   | Võru SK / Andsumäe SK | 53,0   | 55,5   | 57,5 |
| 3.      | Airiin Pikk       | Elva Suusaklubi       | 39,5   | 43,0   | -3,0 |
| 4.      | Triinu Hausenberg | Võru SK / Andsumäe SK | 40,0   | 41,0   | -4,5 |